# Frode Hagen
Frode Hagen (* 23. Juli 1974 in Drammen) ist ein ehemaliger norwegischer Handballspieler.

## Karriere
Er spielte für Drammen HK, SG Flensburg-Handewitt, HSG Nordhorn und FC Barcelona, bevor er 2004 zum THW Kiel wechselte. Bis Ende der Saison 2005/06 war Hagen eine wichtige Stütze für das Team. Hagen spielte seit 2006 wieder für Drammen HK.
Sein Länderspiel-Debüt gab er am 29. Oktober 1994 in Arendal gegen Ägypten. Seitdem hat er 188 Länderspiele absolviert und hat dabei 574 Tore geworfen. 2005 stieg er aus der Nationalmannschaft aus. Zwei Jahre später kehrte er jedoch in das Nationalteam wieder zurück, um mit Norwegen an der Handball-Europameisterschaft 2008 im eigenen Land teilzunehmen.

### Erfolge
- THW Kiel
  - Deutscher Meister 2005, 2006
- HSG Nordhorn
  - Vizemeister 2002
- FC Barcelona
  - Copa Del Rey 2004
  - Spanischer Meister 2003
  - EHF-Pokalsieger 2003
- Drammen HK
  - City-Cup-Sieger 1997
  - Norwegischer Meister 1997, 2007

## Privates
Frode Hagen ist verheiratet und hat zwei Söhne, Henrik Hartz Hagen und Christoffer Hartz Hagen. Beide spielen ebenfalls Handball.